# Route 66 (telessérie)
Route 66 é uma série de televisão estadunidense de sucesso nos anos 60. Contava a história de dois jovens que viajavam pelos Estados Unidos em um carro esportivo Chevrolet Corvette. Ia ao ar semanalmente, às sextas-feiras, na CBS entre 7 de Outubro de 1960 e 20 de Março de 1964. Apesar de seu título ser derivado da famosa autoestrada Rota 66, poucos episódios envolveram esta rodovia.
O programa foi estrelado por Martin Milner como Tod Stiles e, na primeira e segunda temporadas, George Maharis como Buz Murdock. Maharis esteve doente durante grande parte da terceira temporada, o que levou à sua eventual saída da série. Durante sua ausência, Tod foi mostrado viajando por conta própria, embora referências tenham sido feitas sobre Buz. No final do terceiro ano, com Maharis fora do show, um novo personagem, Lincoln Case, interpretado por Glenn Corbett, foi introduzido. Ele e Tod viajaram juntos até o final da quarta e última temporada. A série continua indo ao ar nos Estados Unidos em reprises nas emissoras Me-TV, My Family TV e RTN.
Entre os aspectos mais notáveis da série destacam-se o Chevrolet Corvette conversível e a música instrumental que serviu de tema ao programa, composta e executada por Nelson Riddle, que se tornou um grande hit pop.

## Elenco
- Martin Milner (Tod Stiles)
- George Maharis (Buz Murdock)
- Glenn Corbett (Linc Case)

## Formato e personagens

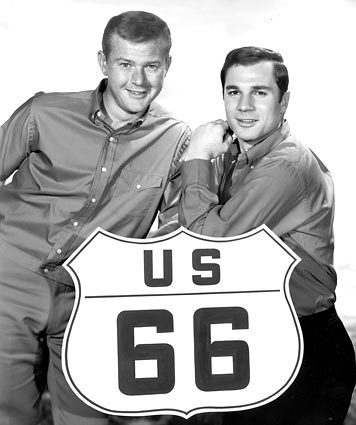
Martin Milner (à esquerda) e George Maharis, 1962

Route 66 foi um híbrido entre o drama episódico de televisão, que tem personagens e situações contínuos, e o formato de antologia, em que o show possui um elenco e uma história completamente diferente a cada semana. Neste formato de narrativa, apelidado "semiantologia", o drama geralmente gira em torno das estrelas convidadas ao invés do elenco regular. Cidade Nua (1958–1963), outro drama de Stirling Silliphant, criador de Rota 66, também seguia este mesmo formato. Ambos os shows foram reconhecidos por seus scripts literários e caracterizações ricas.
O formato aberto, com dois observadores móveis, deu a Silliphant e aos outros autores uma paisagem quase ilimitada para apresentar uma grande variedade dramática (ou cômica). Praticamente qualquer conto poderia ser adaptado para a série. Os dois protagonistas apenas tinham que ser trabalhados e obter a configuração sob medida para atender o local. Como Richard Kimble, de O Fugitivo, os andarilhos se deslocavam de um lugar para outro e pegavam as lutas das pessoas dos lugares por onde passavam. Mas, ao contrário de Kimble, nada foi forçando-os a ficar em movimento, exceto o seu próprio senso de aventura, tornando-se assim tematicamente mais próximo de Run for Your Life, Maverick, Movin' On e Then Came Bronson.

### Conceito original e piloto

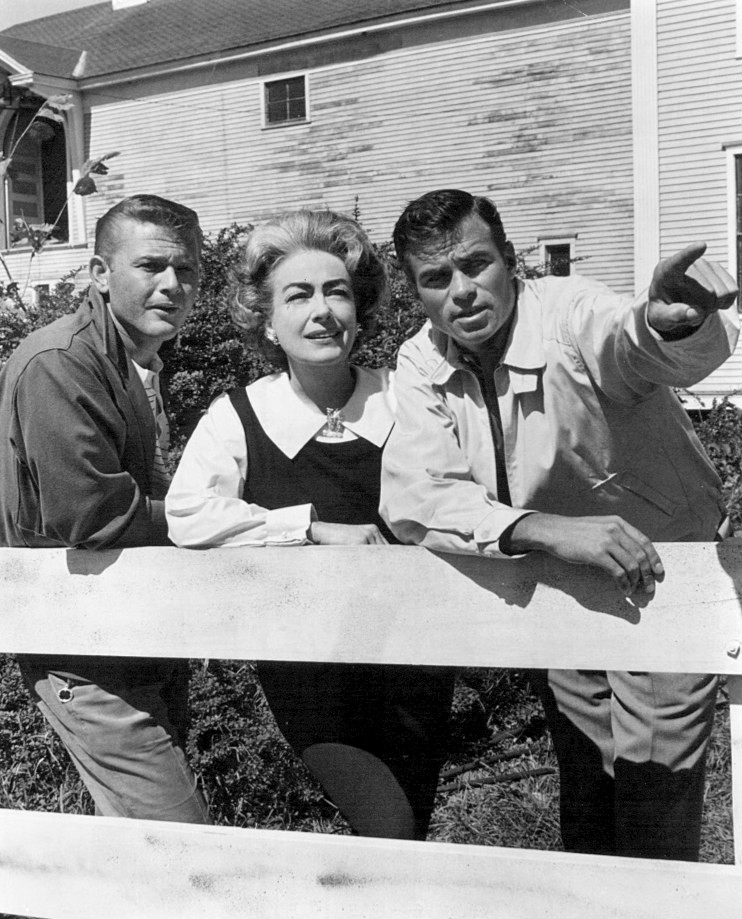
Martin Milner, Joan Crawford e Glenn Corbett (1964)

Na concepção original em discussão entre Silliphant e o produtor Herbert Leonard, os dois personagens principais seriam ambos ex-militares que haviam deixado o serviço, e foram em busca de voltar a estabelecer-se na vida americana. George Maharis assinou um contrato com Leonard antes mesmo do conceito de Route 66 sequer ter sido plenamente desenvolvido. Um ator chamado Bob Morris foi definido para ser o outro protagonista.
Morris foi escalado ao lado de Maharis em um episódio de 1959 de Cidade Nua, escrito por Silliphant como episódio piloto de uma série spin-off sobre dois jovens viajantes que estavam à procura de encontrarem-se. Nesse ponto o título Route 66 ainda não havia sido decidido, e o spin-off foi provisoriamente intitulado The Searchers. O episódio de Cidade Nua que serviu de piloto acabou sendo chamado de "Four Corners", e nela Maharis interpretou "Johnny Gary", enquanto Morris era "Link Ridgeway". Depois de passar a maior parte do episódio procurando resgatar a irmã mais nova de Johnny, os dois amigos decidiram que eram muito inquietos para ficar em Nova York, e que havia mais no mundo que eles tinham que ver. Johnny e Link terminam o episódio deixando o prédio da família de Johnny, saindo em busca de lugares desconhecidos.
O piloto de meia hora e a química entre os dois atores foram considerados bons pelos produtores, embora Herbert Leonard não conseguisse o interesse de nenhuma rede ou de um patrocinador. Morris morreu de um ataque epilético logo após o episódio ter ido ao ar. Ele deveria ter ficado com o papel na série.
O conceito foi posteriormente reformulado. Os personagens tiveram seus nomes modificados para "Tod" e "Buz", e deixaram de ter vínculos com o exército. George Maharis tornou-se Buz, enquanto o papel de Tod acabou indo para Martin Milner. Um dos outros atores que fizeram testes para o papel de Tod era um jovem Robert Redford, que foi usado em um papel coadjuvante posteriormente. Finalmente, Leonard pessoalmente financiou as filmagens de um novo episódio piloto ("Black November", escrito por Silliphant), e a série, agora com o título definitivo, acabou sendo aceita pela CBS em 1960.

### Perfis dos personagens

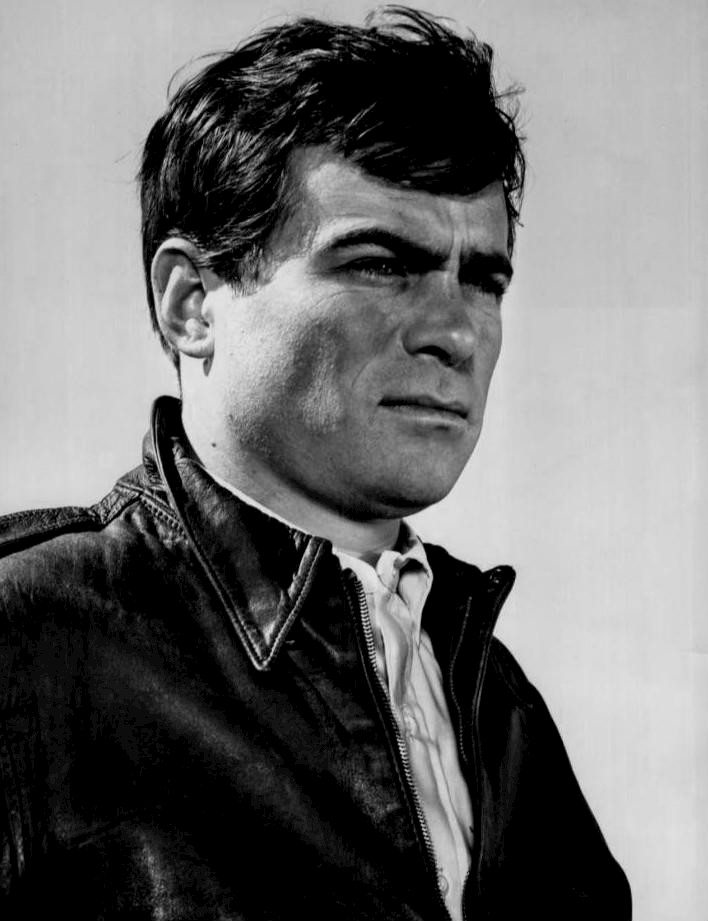
Glenn Corbett como "Linc"

Tod e Buz (e depois, Linc) simbolizavam a juventude inquieta em busca de significado na década de 1960. Os dois homens trabalharam tanto como biscates ao longo de sua jornada, como também labutando em uma vinha na Califórnia ou na tripulação de um barco de lagostas no Maine, entrando em contato com famílias disfuncionais ou pessoas com problemas e que precisam de ajuda. Os personagens principais não são sempre o foco de um determinado episódio, e suas histórias são revelados apenas em referências ocasionais durante os programas.
Tod Stiles, retratado por Martin Milner, é a síntese do tipo do americano honesto. Tod veio de uma origem de riqueza e privilégio; seu pai era dono de uma empresa de transportes, e os primeiros anos do rapaz foram gastos em Nova York e Connecticut. Estou em Yale mas, depois da morte de seu pai, descobriu que o negócio deste estava falido. O único legado deixado para Tod era um Corvette novo.
Buz Murdock, entretanto, era um órfão que havia trabalhado com o pai de Tod em um de seus navios em Nova York. Depois da morte do Sr. Stiles, e do subsequente colapso dos negócios, Tod e Buz decidem dirigir através da América em busca de trabalho, aventura e de si mesmos. Buz, oriundo da classe operária, é mais flexível, mais descolado e mais Geração Beat em termos de atitude que Tod, embora os dois personagens partilhem um respeito mútuo um pelo outro. Havia indícios sutis de que o personagem Buz pretendia, vagamente, encarnar Jack Kerouac na aparência e atitude. Kerouac, de fato, entrou com uma ação contra Leonard, Silliphant e a Chevrolet pela apropriação indébita dos personagens e tema de seu romance icônico Na Estrada (On The Road).
Ao final da segunda temporada, Maharis esteve ausente de diversos episódios devido a uma hepatite infecciosa. Ele retornou no início da terceira temporada, mas afastou-se novamente por vários episódios antes de sair do show em definitivo na metade da terceira temporada. Consequentemente, em vários episódios no final da segunda temporada e início da terceira, Tod viajou sozinho, enquanto Buz estaria em um hospital com uma doença não especificada. Tod é muitas vezes visto escrevendo para Buz nesses episódios, ou tendo uma conversa por telefone com ele. No total, Tod aparece sozinho em 13 episódios durante este período.
Buz fez sua última aparição em janeiro de 1963, e depois ausentou-se do show sem uma explicação definitiva. Então, após cinco histórias solo, em março daquele ano Tod ganhou um novo companheiro de viagem chamado Lincoln Case (Glenn Corbett), apelidado de Linc. Case é um personagem mais obscuro que Buz Murdock, um veterano do exército dos Estados Unidos assombrado por seu passado. Ele também é mais introspectivo do que Buz e com um temperamento explosivo. Mas ele não deixa de ser um companheiro confiável durante as viagens da dupla. Devido à semelhança de nomes e origens, Linc é mais do que uma pequena reminiscência de "Link Ridgeway" do episódio de Cidade Nua que serviu como piloto de Rota 66.
A viagem foi concluída em Tampa, na Flórida, com o episódio de duas partes "Where There's a Will, There's a Way", em que Tod Stiles se casou e Linc anunciou sua intenção de voltar para casa e para sua família no Texas, após um longo período de afastamento.
O show foi filmado e apresentado em preto e branco ao longo de suas quatro temporadas'.

## Locações

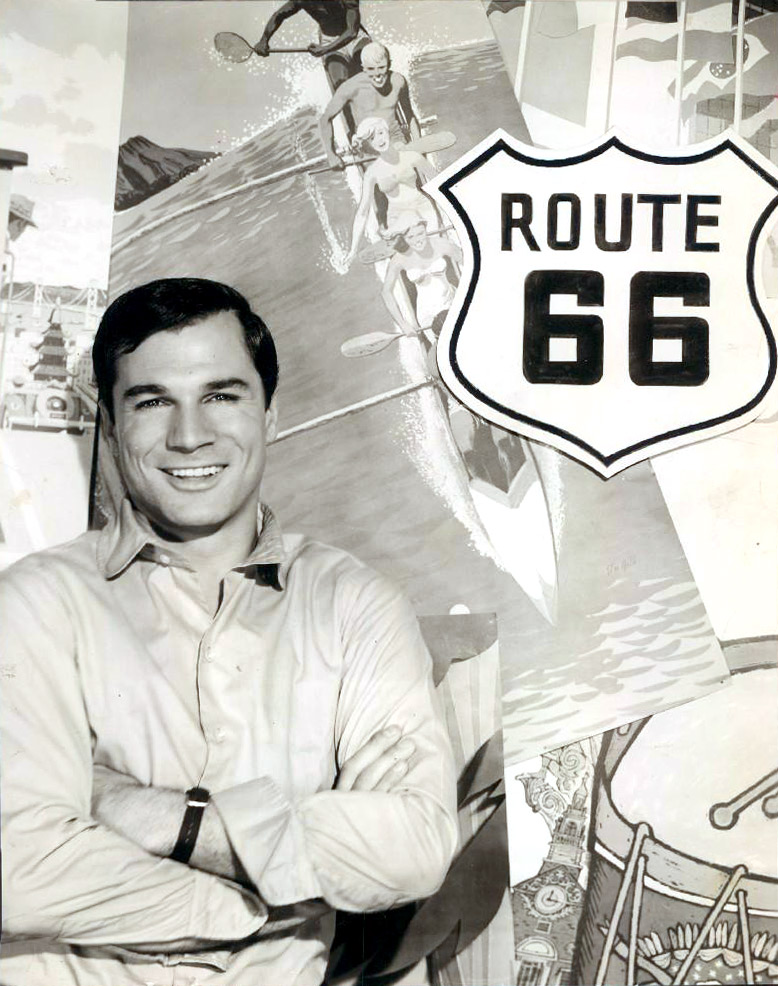
George Maharis (1962)

Route 66 é bastante lembrada por sua cinematografia e local de filmagem. O roteirista e produtor Stirling Silliphant viajou o país com o diretor de locação Sam Manners, observando uma grande variedade de locais e escrevendo scripts para corresponder às configurações. Os atores e equipes de produção chegariam poucos meses depois. Locais memoráveis incluem um campo de extração de madeira, barcos de camarão, uma plataforma de petróleo no mar, entre outros.
O show teve pouca conexão com a rodovia americana que lhe emprestou o nome. A maioria dos locais da série estavam longe da Rota 66, que atravessa apenas oito estados, enquanto a série foi filmada em 25 estados norte-americanos e também em Toronto, Canadá Em um episódio a história se passava no México, mas as filmagens se deram na Califórnia. A rodovia foi brevemente referida apenas nos três primeiros episódios da série ("Black November," "Play It Glissando," e "An Absence of Tears"). A própria estrada real é ainda mais raramente mostrada, como no início do episódio "The Strengthening Angels."
Route 66 é uma das poucas séries na história da TV a ser filmada inteiramente na estrada. Isso foi feito num momento em que os Estados Unidos eram um país muito menos homogêneo. Pessoas, seus sotaques, modos de vida, etnias e atitudes variavam muito de um local para o outro. Da mesma forma, os próprios lugares eram muito diferentes um do outro visualmente, ambientalmente, na arquitetura, nos bens e serviços disponíveis. Martin Milner e George Maharis mencionaram isso em entrevistas na década de 1980. "Agora você pode ir para onde quiser", afirmou Maharis.

## Convidados

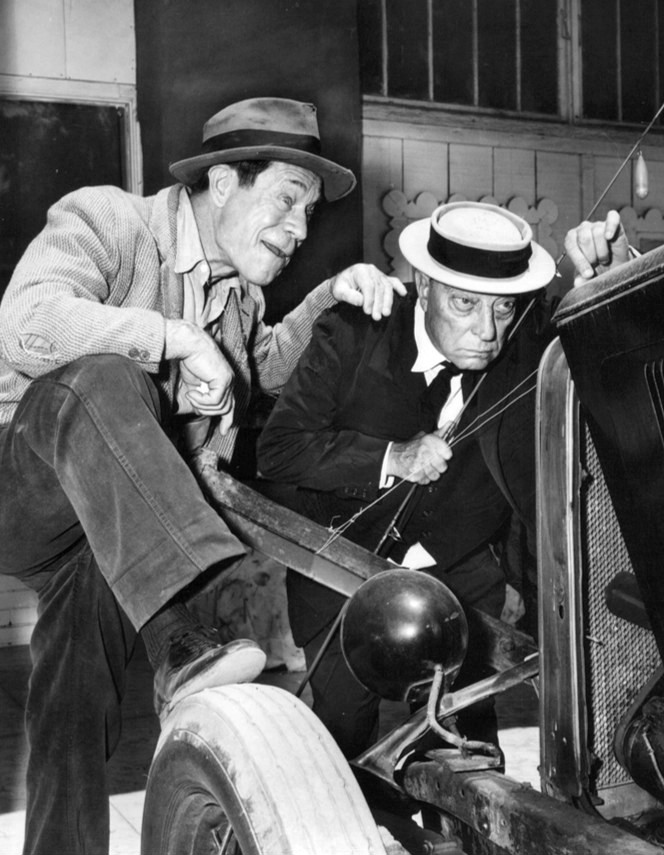
Joe E. Brown e Buster Keaton no episódio "Journey to Nineveh" (1962)

A relação de convidados de Route 66 inclui muitos atores que mais tarde tornaram-se famosos, bem como diversas estrelas já na descendente em suas carreiras. Um dos mais importantes episódios da série neste sentido foi "Lizard's Leg and Owlet's Wing." Ele contou com a presença de Lon Chaney, Jr., Peter Lorre e Boris Karloff interpretando a si mesmos, com o último vestindo seu famoso Frankenstein pela primeira vez em 25 anos e Chaney reprisando seu papel como o Lobisomem. Foi filmado no O'Hare Inn, próximo ao O'Hare Airport, em Chicago. O cantor alemão Ronnie Tober teve um pequeno papel juntamente com Sharon Russo, Miss América Júnior.
Outros convidados notáveis foram James E. Brown, da série "Rin-Tin-Tin", James Caan, Joan Crawford, Robert Duvall, Dorothy Malone, George Kennedy, Joey Heatherton, Ben Johnson, E.G. Marshall, Walter Matthau, David Janssen, Buster Keaton, Ed Asner, Lee Marvin, Michael Rennie, Tina Louise, Darren McGavin, Jack Lord, Kent McCord (que mais tarde co-estrelou com Milner a série Adam-12), Suzanne Pleshette, Anne Francis, Tuesday Weld, Susan Oliver, Robert Redford, Leslie Nielsen, Martin Sheen, Rod Steiger, Lois Nettleton, Lois Smith, Sylvia Sidney, Beulah Bondi, Barbara Eden, Diane Baker e Joan Tompkins. Julie Newmar é especialmente lembrada como uma motociclista de espírito livre, papel que ela repetiu em um episódio posterior. William Shatner e DeForest Kelley, que tornaram-se famosos mais tarde por estrelar a série Star Trek e em sete filmes desta franquia, também foram estrelas convidadas, em episódios separados. Marvin e Kelley estão entre os muitos atores e atrizes que apareceram em mais de um papel na série. Janice Rule interpretou personagens diferentes em 3 episódios distintos. Burt Reynolds e Gene Hackman, entre outros, apareceram em pequenas participações.
Em uma entrevista de 1986, Martin Milner contou que Lee Marvin creditava a ele uma ajuda em sua carreira, quebrando o nariz de Marvin "apenas o suficiente" para melhorar sua aparência. Isso aconteceu em Pittsburgh, Pensilvânia, durante uma cena de briga para "Mon Petit Chou", o segundo de dois episódios com Marvin.
Dois episódios finais da terceira temporada, que foram ao ar com semana de intervalo, apresentavam um ator convidado em um pequeno papel interpretando personagens com profissões com as quais, mais tarde, viriam a se tornar associados ao estrelar suas próprias séries de televisão. Em "Shadows of an Afternoon," Michael Conrad foi um policial uniformizado, sendo que anos depois ele deu vida ao famoso sargento Phil Esterhaus em Hill Street Blues. Em "Soda Pop and Paper Flags," Alan Alda estrelou como um cirurgião, um precursor do personagem definitivo em sua carreira, o Dr. Benjamin Franklin "Hawkeye" Pierce, de M*A*S*H. Ainda no primeiro episódio da temporada, The Strengthening Angels, que foi ao ar em 4 de novembro de 1960, Hal Smith, que interpretou o bêbado Otis Campbell em The Andy Griffith Show, também desempenhou um tipo semelhante chamado Howard e foi listado nos créditos como "Drunk (Bêbado)"
Em um episódio da quarta temporada, "Is It True There Are Poxies at the Bottom of Landfair Lake?", os convidados em destaque foram Geoffrey Horne e Collin Wilcox. Na trama, o personagem de Wilcox fingiu se casar com o de Horne, embora acaba-se por ser uma brincadeira. Alguns anos depois de aparecer neste episódio, Horne e Wilcox seriam brevemente casados entre si na vida real.
Uma notável piada interna ocorreu durante o quarto episódio da temporada, "Where Are the Sounds of Celli Brahams?". Neste segmento, Horace McMahon interpretou o promotor de um festival em Minneapolis, Minnesota. Seu personagem confessa para Linc que falhou em sua ambição de ser um policial. Linc observa que ele se parece com um que conheceu em Nova York. McMahon interpretado um policial nova-iorquino em Cidade Nua entre 1958 e 1963, outra série de TV supervisionada pela equipe criativa de Stirling Silliphant e Herbert B. Leonard.